# School Rumble
School Rumble (japonsky スクールランブル, Sukúru Ranburu) je dvacetišestidílný japonský anime seriál vysílaný od dubna 2004 do října 2005, vytvořený podle stejnojmenné 22svazkové mangy Džina Kobajašiho. Seriál spadá do žánru romantická komedie. V prosinci 2005 byla uvedena dvoudílná OVA a od dubna do září 2006 druhá 26dílná série.

## Příběh
Hlavní postava Tenma Cukamoto je potrhlá středoškolačka, která v ničem nevyniká, ale má hodně přátel. Zamiluje se do podivína Karasumy a snaží se mu všemožnými metodami vyznat své city. Kendži Harima, obávaný školní delikvent, se přitom zblázní do Tenmy. S vyznáním má stejné problémy. Nechápavost a zabedněnost Tenmy a Kendžiho vede k mnoha humorným nedorozuměním.

## Postavy

### Hlavní postavy
- Kendži Harima: Mužský protagonista, delikvent se slabostí pro Tenmu. Jen málo lidí se mu vyrovná v boji na blízko, dokáže komunikovat se zvířaty. Jeho hlavní cílem je vyznat Tenmě lásku přesto, že tuší, že k němu nic necítí. Avšak díky jeho „idiocii“ si mnohokrát vysvětlí opak.

- Tenma Cukamoto: Dívčí protagonistka má na druhou stranu slabost pro podivína Ódžiho Karasumu. Je malá a na svůj věk dětinská. Častokrát si ji ostatní představují jako mladší sestru Jakumo, i když tomu tak není. Poznávacím znamením jsou dva culíky, pohybující se podle její nálady. Podobně jako Harima leckdy špatně chápe i jasné situace. Přese vše je to dobrosrdečná přátelská dívka.

### Vedlejší postavy
- Jakumo Cukamoto: Stydlivá sestra Tenmy, Jakumo, je jednou z nejobdivovanějších dívek školy. Přesto dosud neměla přítele. Jedním z důvodů je její schopnost číst myšlenky hochům, co ji mají rádi a odhalit tak jejich skryté úmysly. Stejně tak může rozumět své sestře a kočce Iori. Jedinou výjimkou je Harima, jehož srdce patří kompletně jiným dívkám a jeho mysl je tak pro Jakumo zastřená.

- Ódži Karasuma: Milostný objekt Tenmy, často zobrazován jako výstřední podivín s kamenným obličejem bez emocí. Má podivné zvyky. Jí rád kari. V příběhu si počíná jako hráč pokeru sledující ostatní, jeho zásahy jsou skryté a nejasné.

- Eri Sawačika: Jedna z mnoha kamarádek Tenmy, ostatními vnímaná jako princezna z vyšších kruhů. Její otec je Brit a matka Japonka. Je z bohaté rodiny a bydlí v sídle se svým sluhou. Projevuje se jako pyšná princezna a odmítla již spoustu zájemců o ní. Přesto v ní divák nachází i dobré stránky, které však ostatní postavy nevidí.

- Mikoto Suó: Kamarádka Tenmy, vysoká a dobře vyvinutá, ale také rozpustilá. Má černý pás v Kenpu a často zápasí s jejím kamarádem z dětství Haruki Hanaiem. Mikoto je dobrá v atletice, učí se plavat a odhaluje v sobě i další talenty. Její vztah s Hanaiem se ostatním zdá až moc blízký, ale oba mají svoje vlastní milostné zájmy.

- Akira Takano: Další kamarádka Tenmy a ostatních je velmi vnímavá, chytrá a vynalézavá. Má schopnost vidět pravé úmysly lidí a její tajemná tvář vždy ukrývá plány k pomoci i škádlení jejích přátel. Ráda si přivydělává různými pracemi a zřejmě jako jediná z postav je imunní vůči nedorozuměním.

- Haruki Hanai: Třídní referent 2-C bere velmi vážně veškeré své činnosti a snaží se držet třídu v lati. Říká přesně, co si myslí. Jako dítě byl slabý, ale dokázal se vycvičit na mistra v kendu. Často soupeří s Harimou, neboť oba se jen tak nevzdávají. Beznadějně zamilovaný do Jakumo.

## Manga
V manze jsou kapitoly označeny hudebním předznamenáním, a to „křížky“ (♯1, ♯2…) tak, jak se objevovaly v Šúkan šónen Magazine. Bonusové a vedlejší příběhy jsou značeny „béčky“ (♭1, ♭2, …) tak, jak se objevovaly v měsíčníku Magazine Special. Posledním typem jsou „odrážky“ (♮1,…), které se objevují v sezónním vydání Šónen Magazine Wonder. Všechny tři typy jsou následně vydávány ve svazcích nakladatelstvím Kódanša v Japonsku.

## Zajímavosti
- Zajímavostí je, že autor Džin Kobajaši se vzhledově podobá Harimovi Kendžimu, který také sám sebe kreslí ve své manze.
- Příjmení Cukamoto a křestní jméno Tenma jsou jména železničních stanic blízko Ósaky.

### První série
- V 3. díle je v prostřihové scéně s Harimou vidět na reklamní tabuli Horie Ruki zpívající úvodní píseň (Scramble).

- V 6. díle, kde Tenma sní kari chleba, jsou slyšet dva známé zvuky: 1. ze Star Wars (laser blast) a 2. z remaku Godzilly (Godzilla`s roaring).

- Kentaró Nara, postava uvedená v 11. díle, měl být původně hlavní postavou.

- V obou sériích je mnoho náznaků ze závodního anime Initial D. Objevují se zde stejné značky automobilů.

### Druhá série
- Ve 3. díle, kde spolu bojují Harima s Hanaiem ve vyvrcholení hry (parodie na Battle Royale), je scéna jako zkopírovaná z filmu Equilibrium.

- Jedna scéna v 14. díle je přímo půjčena z anime Love Hina, včetně barvy oblečení postav.

- Třetí příběh v 20. díle se zdá být mixem několika anime. Kyborgové jako v Gunslinger Girl a Karasuma v robotu z Full Metal Panic!.

- 21. díl paroduje žánr mahó šódžo, konkrétně nejspíše Cardcaptor Sakura.

- Ve vzpomínkách v 26. díle drží v ruce malá Tenma handheld Nintendo DS Lite, který byl uveden jen několik měsíců před odvysíláním dílu.